# Tommy Salo
Tommy Mikael Salo (født 1. februar 1971 i Surahammar, Sverige) er en svensk tidligere ishockeyspiller (målmand), og olympisk guldvinder med Sveriges landshold.
Salo spillede størstedelen af sin karriere i den nordamerikanske NHL-liga, hvor han repræsenterede henholdsvis New York Islanders, Edmonton Oilers og Colorado Avalanche. Han spillede også af flere omgange i hjemlandet hos blandt andet Västerås IK, Modo og Frölunda HC.
Med det svenske landshold vandt Salo guld ved OL 1994 i Lillehammer. Han deltog også ved både OL 1998 i Nagano og OL 2002 i Salt Lake City. Derudover blev det til guld ved VM 1998 i Schweiz.

## OL-medaljer
- 1994:  Guld

## VM-medaljer
- 1998:  Guld
- 1997:  Sølv
- 2003:  Sølv
- 1994:  Bronze
- 1999:  Bronze
- 2001:  Bronze
- 2002:  Bronze